# Драгёр (коммуна)
Драгёр (дат. Dragør Kommune) — датская коммуна в составе области Ховедстаден. Площадь — 18,14 км², что составляет 0,04 % от площади Дании без Гренландии и Фарерских островов. Численность населения на 1 января 2008 года — 13261 чел. (мужчины — 6475, женщины — 6786; иностранные граждане — 637).
В состав коммуны входят Драгёр (Dragør), Сторе Маглебю (Store Magleby).